# Rhume
Pour l’article homonyme, voir Rhume (rivière).
 Mise en garde médicale
La rhinopharyngite (ou nasopharyngite, communément nommée rhume banal) est une infection fréquente et généralement bénigne des voies aériennes supérieures (cavité nasale et pharynx) par un virus, le plus souvent de la famille des picornaviridés (qui inclut les rhinovirus), des adénovirus ou des coronavirus.
Les principaux symptômes du rhume banal sont une rhinite (éternuements, congestion et écoulement nasal de mucus), une toux sèche ou productive peu fréquente et tardive, une pharyngite, une conjonctivite, des myalgies, de la fatigue, des maux de tête, mais généralement pas de fièvre (quand il y a de la fièvre, et ce surtout chez l'enfant, où elle est fréquente, elle ne dépasse pas les 38,5 à 39 °C), une perte d’appétit et des douleurs diffuses (dans la moitié des cas).
Il s’agit de l’infection respiratoire la plus fréquente chez les jeunes enfants. Le traitement de cette infection virale bénigne est symptomatique. On privilégiera le lavage nasal. Les vasoconstricteurs sont des médicaments de confort présentant des risques potentiellement graves.

## Étymologie
Le mot « rhume » est emprunté au bas latin rheuma, signifiant « flux marin » ou « catarrhe », terme lui-même emprunté au grec rheuma, signifiant « eau qui coule », qui s'est spécialisé en médecine, initialement pour tout type d'écoulement corporel. Le mot dérive du grec rhein, « couler », qu'on retrouve dans le suffixe -rrhée (cf. diarrhée). Outre la rhinopharyngite, le terme peut aussi désigner une rhinite ayant pour cause le rhume des foins (rhinite allergique), l'allergie aux pollens, le rhume de cerveau (coryza) et aussi d’autres types d’infections comme une synovite (rhume de hanche).
L'expression « rhume de cerveau », provient de la pituite antique que la théorie des humeurs du Corpus hippocratique localisait dans le cerveau. La pituite s'écoulait des ventricules du cerveau vers la glande pituitaire, et de celle-ci, à travers la selle turcique, dans les fosses nasales et le pharynx.

## Infection virale
L'infection par un rhinovirus est la cause la plus fréquente (40 %) des infections respiratoires bénignes (plus de 100 sérotypes de rhinovirus peuvent causer le rhume banal), puis viennent les coronavirus ; les infections dues aux virus influenza (responsable de la grippe), para-influenza, entérovirus, adénovirus, virus respiratoire syncytial et métapneumovirus peuvent aussi se manifester comme un rhume banal, en particulier en cas de réinfection. Le métapneumovirus a été découvert en 2001. Le bocavirus humain (en) découvert en 2005 provoque un rhume chez les enfants. Il est probable que de nouveaux virus attendent d'être découverts. On a estimé que les rhinovirus sont responsables de 30 à 50 %, les coronavirus de 10 à 15 %, et les virus respiratoires syncytial, para-influenza et adénovirus responsables chacun d'environ 5 % des infections symptomatiques.
Dans la Classification internationale des maladies, le rhume banal est classé « J00 » au Chapitre 10, Maladies de l'appareil respiratoire.
Dans la littérature scientifique le rhume banal est communément regroupé avec la grippe dans les infections virales respiratoires (Viral respiratory tract infection, VRTI),, ou dans les infections des voies respiratoires supérieures (upper respiratory tract infection, URTI).
La langue française comme la nosologie demeurant souvent imprécise en appelant de différentes manières la même entité clinique, l'Académie nationale de médecine française s'est accordée sur la définition suivante du rhume : « une virose aiguë des voies aériennes supérieures affectant l’ensemble des cavités nasales, sinusiennes et pharyngées. Il doit être distingué de la grippe. Les termes « rhinopharyngite aiguë », « rhinosinusite aiguë », « rhinite aiguë » et « sinusite aiguë » doivent être considérés comme des synonymes. Nous proposons de regrouper l’ensemble de ces termes sous une dénomination commune attestant de son origine virale : « infection virale des voies aériennes supérieures » ou IVVAS (à l’exclusion du rhume d’origine allergique). »
La plupart des infections virales des voies aériennes supérieures (IVVAS) sont asymptomatiques ou montrent de légers symptômes, et n'atteignent pas le seuil qui leur permettrait d'être auto-diagnostiquées comme un rhume.

## Mode de transmission
Les virus responsables du rhume banal se transmettent entre les individus de deux façons : par aérosol, engendré lors de la toux ou de l’éternuement ; et par contact avec de la salive ou des sécrétions nasales contaminées.
Le virus inhalé contamine les cellules du nasopharynx (l’espace situé entre le nez et la gorge) et se multiplie rapidement. Les points d’entrée principaux sont le nez, mais aussi les yeux (dans ce cas, la contamination du nasopharynx s’effectue par drainage du liquide via le canal lacrymonasal).
La période d'incubation est en général de deux à cinq jours, parfois moins.

## Mode de propagation
La croyance populaire attribue aux conditions hivernales — la pluie et le froid — l'origine des rhumes. Elle résulte en partie du fait que les prodromes du rhume banal incluent des frissons que l'on associe communément au froid alors qu'ils sont une conséquence de l'infection virale ; un lien de causalité qui semble être à la base de la représentation populaire du rhume.
Le rhume est toutefois une maladie qui se manifeste souvent par temps froid. Cette périodicité s’explique par plusieurs phénomènes :
- la promiscuité due aux comportements en hiver : la plupart des études scientifiques suggèrent que la hausse du nombre d'infections durant l'hiver serait due à des changements comportementaux tels qu'une plus grande promiscuité et des séjours prolongés dans des lieux confinés[14],[15],[16],[17] (dans les transports en commun, dans les restaurants, lors de la rentrée des classes où les enfants constituent le réservoir naturel du virus)[18] favorisant la transmission virale. Sheldon Cohen (en), professeur de psychologie, a toutefois constaté que les personnes ayant un cercle social plus important et diversifié ont de l'ordre de 4 fois moins de probabilités d'être contaminées par un rhume que les personnes plus isolées socialement[19].
- l’air est plus sec en hiver, la muqueuse du nez est ainsi plus fragile et par conséquent plus vulnérable aux virus[20] ;
- dans un air plus sec, les microparticules souvent composées d’eau qui transportent les virus sont plus légères et volatiles et permettent ainsi aux virus de se répandre beaucoup plus facilement dans l’air ambiant[21].

En décembre 2022 une équipe rattachée à l'université Harvard propose une explication complémentaire, en établissant une baisse de la production de vésicules extracellulaires par les muqueuses nasales en cas d'exposition au froid,,.

## Prévention
Les facteurs influençant l'incidence du rhume sont multiples et discutés : la surpopulation et la sociabilité, le stress, le tabagisme et l'alcool, le statut immunitaire, le sexe, l'âge, le sommeil, la saison, le froid, la nutrition et l'exercice physique.
Le rhume peut être prévenu par l'hygiène, le lavage de main, l'éviction des personnes malades (l'isolement) et la distanciation physique.

## Traitement
Le rhume est une maladie bénigne chez l’adulte, qui guérit généralement spontanément. Il n’existe aucun traitement médicamenteux antiviral reconnu qui agisse sur l’agent responsable du rhume banal. Les antibiotiques ne sont par ailleurs pas indiqués, n’ayant aucun effet sur les virus. Le rhume se conçoit comme un mauvais moment à passer.
Le traitement médical permet en revanche de soulager les symptômes, notamment la congestion nasale et les maux de tête. Les décongestionnants, sympathomimétiques vasoconstricteurs tels qu'éphédrine, naphazoline, oxymétazoline, phényléphrine, pseudoéphédrine, tuaminoheptane et xylométazoline, certains en vente libre en pharmacie ou en magasin ne sont pas sans danger, et peuvent exposer à des troubles cérébrovasculaires ou cardiovasculaires graves voire mortels,. Ils ont été longtemps banalisés sur les rayons des magasins, et dans la publicité.
Le traitement préventif consiste à limiter la propagation virale en appliquant les mesures des comportements-barrière ou encore d’hygiène des mains afin d’empêcher toute diffusion manuportée.
Des dizaines de « remèdes de grand-mère » sont réputés soigner les rhumes, mais aucun n'a fait ses preuves lors des évaluations médicales. Parmi ceux-ci on peut citer certains remèdes à base de plante comme l'échinacée ou le curcuma, la soupe au poulet, ou des idées plus farfelues comme l'insertion de gousses d'ail dans le nez.
Les vitamines C et D (dont l'absorption est naturellement réduite par la saison hivernale) semblent pouvoir présenter un très léger effet préventif et curatif au niveau symptomatique, mais elles ne combattent pas directement le virus responsable de la maladie, et dont seul le système immunitaire peut venir à bout. Par ailleurs, il est déconseillé de se « survitaminer », l'absorption en trop grande quantité de vitamines pouvant provoquer une hypervitaminose bien plus dangereuse que le rhume à soigner. De même, l'idée répandue dans les médias et la publicité de « booster son système immunitaire » n'a aucun sens médical : il n'existe aucun stade au-dessus de la simple bonne santé, assurée par une alimentation saine et un exercice physique régulier.
Une méta-analyse de 2016 sur les pastilles d'acétate de zinc et le rhume chez 199 patients a révélé que les rhumes étaient 2,7 jours plus courts grâce à l'utilisation de pastilles de zinc. Cette estimation est à comparer avec les 7 jours de durée moyenne des rhumes dans les trois essais.
La culture anglo-saxonne renvoie communément au thé bien chaud assaisonné de miel, comme remède au rhume.

## Complications
Bien que bénignes, ces infections présentent toutefois un risque chez certains sujets : asthmatique, insuffisant respiratoire, ou fragilisés (enfants, personnes âgées, fumeurs). Les complications principales sont la surinfection (ou co-infection) bactérienne (principalement par les pneumocoques), la sinusite, et la décompensation en bronchite chronique ou encore en emphysème. Cette maladie, comme toute maladie virale, peut causer une inflammation au niveau des muscles lisses du corps dont les intestins et le myocarde (myocardite virale).
Malgré son caractère courant et généralement bénin, le rhume peut s'avérer mortel dans des cas extrêmes, notamment chez les patients totalement immunodéprimés, comme ceux ayant fait l'objet d'une destruction de leur moelle osseuse en vue d'une greffe ultérieure, par exemple dans le cas de malades atteints de leucémie ou suivant une chimiothérapie agressive (lymphome et autres cancers).

## Chez l'enfant

### Description
Il s’agit d’une maladie très courante provoquée par l’adaptation du système immunitaire à l’environnement rempli de germes et virus. Transmise par voie aérienne, on ne la trouve pas dans les premiers mois car les anticorps maternels défendent encore l’enfant après sa naissance. Écoulements nasaux, fièvre, inflammation des tympans marquent la crise typique de cette pathologie qui guérit spontanément en moins d’une semaine ou parfois un jour. Une laryngite striduleuse apparaît parfois. Des formes chroniques ou une surinfection peuvent compliquer cette pathologie.
Les cellules de l'intérieur du nez produisent un liquide visqueux, le mucus, plein d'anticorps qui emprisonnent les microbes.[réf. nécessaire]

### Traitement
Le traitement médical courant est symptomatique. Il consiste en une bonne hydratation de l’enfant, et une désobstruction du rhinopharynx régulière (mouchage et éventuel lavage nasal).
Une fièvre élevée peut nécessiter l’administration d’antipyrétique. En cas de surinfection bactérienne, on utilisera des antibiotiques. La prévention des récidives de la forme chronique peut se faire avec des immunostimulants, une oligothérapie ou des cures thermales. Dans la forme chronique, l’ablation des végétations peut être indiquée.
Il existe de nombreux traitements en médecine traditionnelle ou populaire.
Depuis le 11 décembre 2024 en France, la pseudoéphédrine ne peut être délivrée que sur ordonnance.

## Épidémiologie
Il s'agit d'une affection très fréquente : Les adultes ont en moyenne deux à trois rhumes par an (environ quatre épisodes infectieux des voies aériennes). Les enfants ont en moyenne cinq à six rhumes par an. Les jeunes enfants des écoles maternelles peuvent avoir en moyenne jusqu'à douze rhumes par an. Basé sur une estimation 2,5 épisodes par an de rhume banal (infections virales respiratoires hors grippe), 500 millions d'épisodes de rhume se produisent chaque année aux États-Unis, pour un coût estimé de 40 milliards de dollars par an (coûts directs, 17 milliards de dollars par an ; et coûts indirects, 22,5 milliards de dollars par an). D'autres statistiques évoquent 20 milliards de dollars par an aux États-Unis.

## Histoire
Bien que les causes du rhume aient été découvertes durant les années 1950, la maladie suit en réalité l'humanité depuis l'Antiquité, en mutant fortement. Ses symptômes et traitements ont été décrits dans le papyrus Ebers, le plus ancien texte médical, rédigé au XVIe siècle av. J.-C..
La compréhension actuelle du rhume a commencé en 1914, lorsque le Dr Walther Kruse (en) a montré que les sécrétions nasales des personnes atteintes d'un rhume pouvaient être filtrées pour les débarrasser des bactéries et que l'inoculation de ces lavages filtrés dans le nez des receveurs provoquait la même maladie. Christopher Andrewes (en) et David Tyrrell ont peaufiné ces expériences au Harvard Hospital, de Salisbury, en Angleterre. Vers 1946, cet hôpital est devenu la Common Cold Unit du Medical Research Council. L'unité de recherche sur le rhume a été créée par le Medical Research Council après que le Dr Andrewes ait promu l'idée de recherches sur des volontaires et persuadé les autorités de créer la station de recherche. Pendant les 43 ans d'existence de la CCU, des milliers de volontaires ont participé à des recherches, inoculés avec des virus du rhume ou faisant partie d'un groupe témoin, mais aucun remède contre le rhume n'a été trouvé.
Winston Price (en) professeur d'épidémiologie américain est le premier scientifique à avoir tenté sans succès de fabriquer un vaccin contre le rhume en 1957. Price avait réussi à isoler un rhinovirus qu'il a nommé « virus JH » d'après son employeur, l'université Johns-Hopkins de Baltimore. La fabrication d'un vaccin contre le virus JH a défrayé la chronique, les journaux à travers les États-Unis voulaient savoir si le rhume était enfin guéri. Malheureusement l'expérimentation du vaccin n'a pas été à la hauteur des espoirs suscités, ce qui indiquait qu’il existait d'autres virus ; Winston est finalement devenu le premier scientifique à avoir distingué un virus, dans le fouillis d’autres virus du rhume,.